# Tina Datta
Tina Datta (sinh ngày 27 tháng 11 năm 1991 tại Kolkata, Tây Bengal, Ấn Độ) là một nữ diễn viên và người mẫu tham gia các bộ phim truyền hình bằng tiếng Hindi. Cô được biết đến qua vai diễn Ichcha trong bộ phim Con của người hầu gái và giúp cô nhận về giải thưởng Nữ diễn viên xuất sắc nhất tại lễ trao giải thưởng của Hiệp hội Nhà sản xuất Hoa Kỳ. Cô cũng tham gia mùa thứ 7 của chương trình Fear Factor: Khatron Ke Khiladi và mùa thứ 16 của chương trình Bigg Boss.

## Tiểu sử và đời tư
Tina Datta sinh ngày 27 tháng 11 năm 1991 tại Kolkata, Tây Bengal, Ấn Độ có cha là Madhumita Datta và mẹ là Tapan Datta. Ngoài ra, cô còn có một người anh trai tên là Debraj Datta.
Cô cũng là người đam mê bộ môn yoga và pilates. Trong thời gian Ấn Độ phong tỏa do ảnh hưởng của đại dịch COVID-19, cô quyết định chuyển sang tập yoga. Ngoài ra, cô còn thành thạo múa cột và kickboxing.

## Sự nghiệp

### Những vai diễn đầu tay (1996–2008)
Tina Datta có vai chính đầu tay từ lúc lên 5 tuổi khi cô tham gia bộ phim Sister Nivedita. Vài năm sau, cô có vai chính đầu tay với tư cách là một diễn viên nhí khi cô tham gia bộ phim bằng tiếng Bengal mang tên Pita Maata Santan. Cô từng đóng một số bộ phim truyền hình bằng tiếng Bengal, trong đó có bộ phim Khela. Cô từng tham gia bộ phim Chokher Bali của đạo diễn Rituparno Ghosh và đóng chung với Aishwarya Rai. Cô cũng từng vào vai diễn Lalita thời trẻ trong bộ phim điện ảnh Parineeta. Để vào vai diễn trong bộ phim này, cô từng đi thử vai ở Kolkata và được đạo diễn Pradeep Sarkar đánh giá là phù hợp với vai diễn này. Năm 2008, cô vào vai Kumkum Roy Choudhary trong bộ phim thần thoại bằng tiếng Bengal mang tên Durga.

### Đỉnh cao trong sự nghiệp và sự ghi nhận trong diễn xuất (2009–2021)
Từ năm 2009 đến năm 2015, cô vào vai Ichcha Bundela và Meethi Bundela, đóng chung với Nandish Sandhu và Mrunal Jain trong bộ phim Con của người hầu gái. Diễn xuất của cô trong phim được hoan nghênh rộng rãi và đã giúp cô mang về Giải thưởng Nữ diễn viên xuất sắc nhất phim truyện truyền hình tại Giải thưởng của Hiệp hội Nhà sản xuất Hoa Kỳ.
Năm 2016, cô tham gia mùa thứ 7 của chương trình truyền hình thực tế Fear Factor: Khatron Ke Khiladi và kết thúc ở vị trí thứ 12. Từ năm 2017 đến năm 2018, cô vào vai nữ thần Dhamini trong bộ phim thần thoại Karmaphal Daata Shani. Từ năm 2018 đến năm 2019, cô vào vai Jhanvi Mourya và Kundani Roy trong bộ phim lãng mạn huyền bí mang tên Daayan.
Năm 2020, cô vào vai Ketki Maheshwari trong bộ phim chiếu mạng thuộc thể loại hình sự mang tên Naxalbari và đóng chung với Rajeev Khandelwal. Tạp chí Indian Today đã nhận xét rằng: "Tina Datta đã mang một luồng gió mới vào nhân vật Ketki, một dịch giả làm việc cho các cơ quan chính phủ". Vai diễn này đã giúp cô giành được giải thưởng Diễn viên có vai chính đầu tay xuất sắc nhất phim chiếu mạng của Giải thưởng Danh vọng Toàn cầu. Năm 2021, cô tham gia bộ phim ca nhạc đầu tay qua bài hát bằng tiếng Bengal mang tên Durga Maa Elo Re qua phần trình bày của Mika Singh.

### Bigg Bossvà một số công việc khác (2022–nay)
Từ năm 2022 đến năm 2023, cô tham gia mùa thứ 16 của chương trình truyền hình thực tế Bigg Boss trên kênh Colors TV. Cô kết thúc chương trình với vị trí thứ 8 sau 119 ngày ở trong ngôi nhà chung của chương trình. Cô cũng là thí sinh được trả lương cao thứ nhì trong chương trình. Năm 2023, cô vào vai Surili Ahuja Banerjee trong bộ phim Hum Rahe Na Rahe Hum phát sóng trên kênh Sony TV và đóng chung với Jay Bhanushali.

## Sự nổi tiếng trong giới truyền thông
Tina Datta từng được tạp chí The Times of India xếp hạng thứ 19 trong Danh sách những người phụ nữ được khao khát nhất vào năm 2019.
Vào năm 2023, cô là người mẫu trình diễn cho Shivayu tại Tuần lễ thời trang cao cấp Jaipur và Eunoia và cũng tham gia Tuần lễ thời trang Pune Times.

## Danh sách tác phẩm

### Phim điện ảnh
| Năm  | Tác phẩm               | Vai diễn             | Ngôn ngữ     | Tham khảo |
| ---- | ---------------------- | -------------------- | ------------ | --------- |
| 1997 | Pita Maata Santan      | Diễn viên nhí        | Tiếng Bengal |           |
| 2003 | Tharak                 | Diễn viên nhí        | Tiếng Bengal |           |
| 2003 | Chokher Bali           | Manorama             | Tiếng Bengal | [ 27 ]    |
| 2005 | Parineeta              | Lalita Roy (lúc trẻ) | Tiếng Hindi  | [ 27 ]    |
| 2008 | Chirodini Tumi Je Amar | Priyanka             | Tiếng Bengal |           |

### Phim truyền hình
| Năm       | Tác phẩm                                | Vai diễn                        | Ghi chú                         | Tham khảo |
| --------- | --------------------------------------- | ------------------------------- | ------------------------------- | --------- |
| 1996      | Sister Nivedita                         |                                 | Diễn viên nhí                   | [ 28 ]    |
| 2007      | Khela                                   | Hiya / Saira                    |                                 |           |
| 2008      | Durga                                   | Kumkum Roy Choudhary            |                                 |           |
| 2008      | I Laugh You                             | Chính mình                      |                                 |           |
| 2009      | Koi Aane Ko Hai                         | Paromita Roy                    |                                 | [ 27 ]    |
| 2009–2015 | Con của người hầu gái                   | Ichcha Bundela / Meethi Bundela |                                 | [ 29 ]    |
| 2015–2019 | Box Cricket League                      | Thí sinh / Cầu thủ cricket      | Tham gia 4 mùa của chương trình |           |
| 2016      | Fear Factor: Khatron Ke Khiladi (mùa 7) | Thí sinh                        | Hạng 12                         | [ 30 ]    |
| 2017–2018 | Cuộc chiến của các vị thần              | Dhamini                         |                                 |           |
| 2018–2019 | Daayan                                  | Jhanvi Mourya / Kundani Roy     |                                 | [ 31 ]    |
| 2022–2023 | Bigg Boss (mùa 16)                      | Thí sinh                        | Hạng 8                          | [ 32 ]    |
| 2023      | Hum Rahe Na Rahe Hum                    | Surili Ahuja Banerjee           |                                 | [ 33 ]    |

#### Với tư cách là khách mời
| Năm  | Tác phẩm                 | Vai diễn   | Ghi chú |
| ---- | ------------------------ | ---------- | ------- |
| 2009 | Comedy Circus            | Chính mình |         |
| 2009 | Bigg Boss (mùa 3)        | Chính mình |         |
| 2010 | Bigg Boss (mùa 4)        | Chính mình |         |
| 2011 | Bigg Boss (mùa 5)        | Chính mình |         |
| 2012 | Bigg Boss (mùa 6)        | Chính mình |         |
| 2013 | Comedy Nights with Kapil | Chính mình |         |
| 2013 | Bigg Boss (mùa 7)        | Chính mình |         |
| 2014 | Bigg Boss (mùa 8)        | Chính mình |         |
| 2015 | Comedy Classes           | Chính mình |         |
| 2016 | Comedy Nights Bachao     | Chính mình |         |
| 2021 | Bigg Boss (mùa 14)       | Chính mình |         |

### Phim chiếu mạng
| Năm  | Tác phẩm  | Vai diễn         | Tham khảo |
| ---- | --------- | ---------------- | --------- |
| 2020 | Naxalbari | Ketki Maheshwari | [ 34 ]    |

### Phim ca nhạc
| Năm  | Ca khúc          | Ca sĩ trình bày           | Tham khảo |
| ---- | ---------------- | ------------------------- | --------- |
| 2021 | Durga Maa Elo Re | Mika Singh, Anuradha Juju | [ 35 ]    |

## Giải thưởng và đề cử
| Năm  | Giải thưởng                         | Hạng mục                                             | Tác phẩm              | Kết quả   | Tham khảo |
| ---- | ----------------------------------- | ---------------------------------------------------- | --------------------- | --------- | --------- |
| 2009 | Giải thưởng Truyền hình Ấn Độ       | Nữ diễn viên chính xuất sắc nhất                     | Con của người hầu gái | Đề cử     |           |
| 2010 | Giải thưởng Truyền hình Ấn Độ       | Nữ diễn viên chính xuất sắc nhất                     | Con của người hầu gái | Đề cử     |           |
| 2010 | Giải thưởng của Nhà sản xuất Hoa Kỳ | Nữ diễn viên xuất sắc nhất phim truyện truyền hình   | Con của người hầu gái | Đoạt giải |           |
| 2023 | Giải Biểu tượng Vàng                | Ngôi sao truyền hình thực tế ăn mặc đẹp nhất của năm | Bigg Boss (mùa 16)    | Đoạt giải | [ 36 ]    |
| 2023 | Giải Sư tử Vàng                     | Nữ diễn viên phong cách nhất                         | —                     | Đoạt giải |           |